# Всеобщие выборы в Донецкой Народной Республике (2014)
Всеобщие выборы в непризнанной Донецкой Народной Республике состоялись 2 ноября 2014 года. Одновременно прошли аналогичные выборы в ЛНР.

## Структура выборов
Избирателям предлагается сформировать Народный Совет Донецкой Народной Республики, который состоит из 100 депутатов, избираемых сроком на четыре года. Выборы проводятся только по пропорциональной системе, то есть по республиканским спискам. Проходной барьер составляет 5 % голосов.

## Предыстория
Согласно п.9 официального текста протокола, подписанного в Минске, досрочные местные выборы на неподконтрольных Украине районах Донбасса должны пройти «в соответствии с законом Украины „О временном порядке местного самоуправления в отдельных районах Донецкой и Луганской областей“». Этот закон был принят 16 сентября 2014 Верховной Радой Украины, назначившей местные выборы Донбасса на 7 декабря. В первоначальном документе, президент Порошенко предлагал провести выборы 9 ноября 2014 года.
После этого 23 сентября руководство ДНР и ЛНР заявило о планах провести голосование 2 ноября, сообщив о намерении не допускать украинские институты к организации и проведению выборов. 30 октября в качестве причины этого представители самопровозглашённых республик указывали на несоблюдение Украиной сразу 15 условий Минского протокола.
В свою очередь источник газеты «Коммерсантъ» в госструктурах РФ заявлял о наличии в неопубликованном приложении Минского протокола «интервала, в который должны пройти местные выборы в Донбассе. 2 ноября в этот интервал попадает, а 7 декабря — уже нет». На наличие подобных непубличных договоренностей намекал [когда?] и президент РФ Владимир Путин. Заместитель главы администрации президента Украины Валерий Чалый указывал на отсутствие в минских договоренностях каких-либо пунктов, кроме п.9, позволяющих провести выборы представителям «ДНР» и «ЛНР».
Александр Захарченко в ночь со 2 на 3 ноября заявил: «В Минске мы подписали документ о том, что мы сможем провести на нашей земле свободные выборы. Никакой даты там не было указано, никаких форматов. В Минском меморандуме — я его подписывал и я его читал — не указано чётко, что это (выборы. — Прим. NEWSru.com) должно быть именно по украинскому законодательству. Такого там нет». В отличие от протокола, подписанного в Минске 5 сентября 2014, Минский меморандум не содержит упоминаний выборов.

## Подготовка к голосованию
Точное число избирателей в ДНР составлено на основе списков 2012 года, поскольку ЦИК Украины заблокировал обновлённую базу данных. До начала военных действий по данным ЦИК Украины на территории Донецкой области были зарегистрированы 3,26 млн избирателей, при этом на референдуме о самоопределении ДНР 11 мая, по данным властей самопровозглашенных республик, голосовали 2,51 млн. По данным лидера конфедерации двух республик Олега Царева, только из Донецка уехала половина жителей, по официальной статистике миграционных служб России и Украины, зону конфликта в Донецкой и Луганской областях покинуло не менее 1,2 млн человек. В итоге местный ЦИК напечатал около 3,2 млн бюллетеней.
Исходя из данных ЦИК Украины, в Донецкой области имеется 1378 избирательных участков. Но в целях безопасности их число сократили в несколько раз: ЦИК ДНР опубликовал список из 377 участков, в итоге в день голосования работало только 350 из 364 участков. Несколько избирательных участков для временно перемещённых жителей бывшей Донецкой области планировалось открыть на территории России. В то же время на территориях ДНР, где была провозглашена власть республики, но которые впоследствии попали под контроль Вооружённых сил Украины, равно как и в других областях Украины, такие участки не планировалось открывать. Помимо этого, можно было проголосовать и двумя способами с помощью Интернета (полностью или в частично электронном формате).
29 октября стартовало интернет-голосование для «жителей, находящихся за пределами республики», для которого достаточно зарегистрироваться на сайте ЦИК, прикрепив скан паспорта и прописки. После этого избиратель получал бюллетень с уникальным номером и мог проголосовать либо онлайн, либо распечатать бюллетень, проголосовать и отправить по электронной почте.
В голосовании могут принимать участие местные жители, достигшие 16-летнего возраста, благодаря чему может быть повышена явка.
Также в ДНР за день до выборов не будет проводиться «день тишины», ибо в законе о выборах ДНР не существует нормы, которая ограничивала бы агитацию перед голосованием.
Представители местного ЦИК заявляли о том, что подсчет голосов на выборах главы республики можно будет завершить в течение дня, и 4 ноября уже пройдет церемония инаугурации.

## Участники
В ДНР отказ в регистрации получили местная Коммунистическая партия и партия «народного губернатора» Донецкой области Павла Губарева «Новороссия», а также блок под названием «Единая Россия».
В итоге на пост главы ДНР претендовали три кандидата: действующий временный глава правительства ДНР Александр Захарченко, офицер спецслужб Юрий Сивоконенко, а также временный вице-спикер Союзного парламента Новороссии Александр Кофман.
За депутатские кресла в Народном совете ДНР поборолись две организации, удовлетворившие требования ЦИК. Это общественно-политические движения «Донецкая республика» и «Свободный Донбасс». Жители республики выбрали 100 депутатов сроком на пять лет

## Голосование

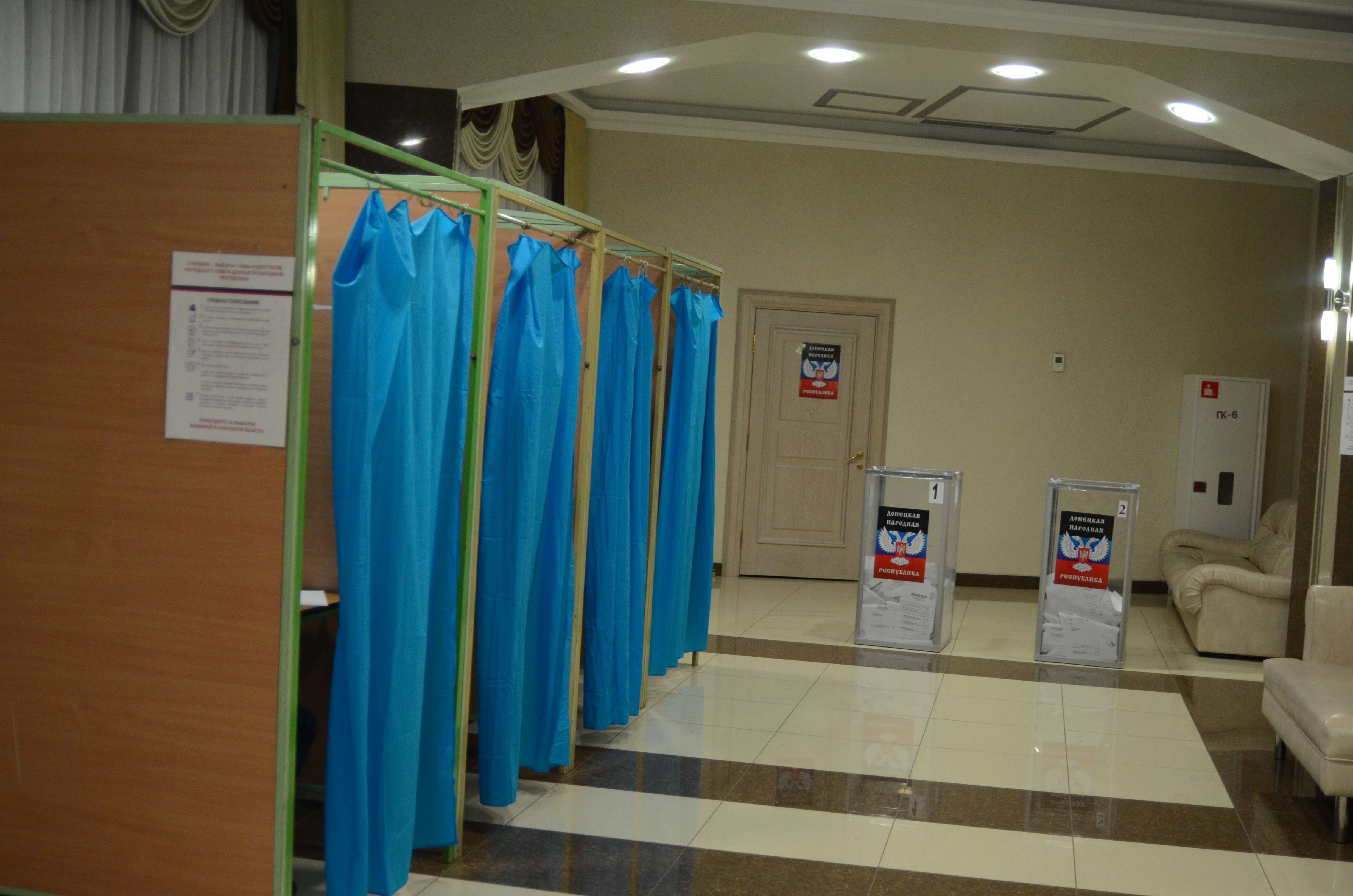
Избирательный участок ДНР в день выборов. Кабинки для голосования, избирательные урны.

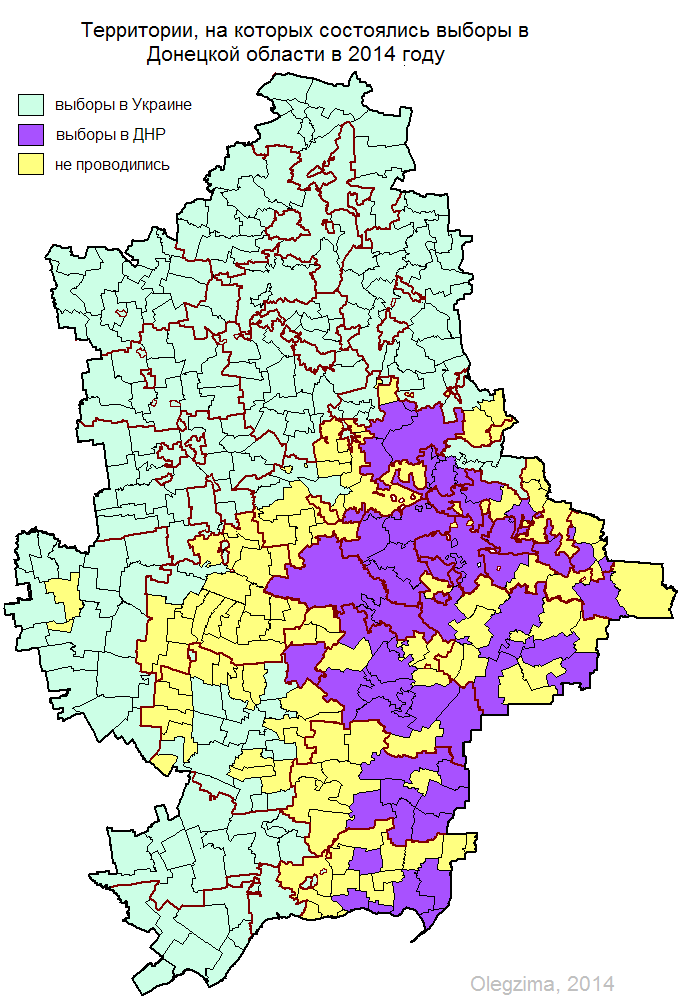
Территории, на которых состоялись выборы осенью 2014 года в Донецкой области

В рамках досрочного голосования приняло участие 47 857 человек, из них около 42 тыс. проголосовали по интернету и около 5 тыс. прислали свои голоса по почте.
Журналист «Daily Telegraph» Роланда Оллфанта отмечал, что в Донецке в день голосования внезапно появились базары и киоски с небывало дешевыми овощами и фруктами, судя по всему для привлечения избирателей. Помимо этого корреспондент указал на отсутствие на избирательных участках списков избирателей, и что голосовать можно было по предъявлении паспорта.

## Наблюдатели
Выборы в Донбассе прошли в отсутствие наблюдателей от международных организаций и национальных правительств. Приглашение ОБСЕ, сделанное руководителем ДНР Захарченко в конце сентября, осталось без ответа, по словам секретаря Парламентской ассамблеи ОБСЕ Спенсера Оливера выборы в ДНР и ЛНР нельзя признать законными, так как они проводятся под контролем вооружённых людей, которые никем не были избраны. По словам замруководителя аппарата Госдумы РФ Юрия Шувалова, для направления официальной делегации Госдумы также нет официальных оснований. По словам первого зампредседателя международного комитета Совфеда Владимира Джабарова, «ЛНР и ДНР являются одними из субъектов Украины, и мы не хотели бы вмешиваться во внутренний украинский вопрос».
Из международных наблюдателей на выборах в ДНР и ЛНР ожидалось восемь депутатов российской Госдумы, однако среди них не было представителей правящей партии — «Единой России». Своих наблюдателей в ДНР была готова направить Южная Осетия, единственная признавшая ДНР. Представители ДНР и ЛНР заявляли о наличии представителей США, Болгарии, Сербии, Венгрии и Словакии и Израиля.

## Социологические опросы

### Bыборы в парламент
По данных соцопросов по выборам в парламент ДНР, проведённых мониторинговой группой Фонда поддержки социологии «Социс», проведённых 28 октября 2014 года, 39,1 % респондентов собирались голосовать за общественную организацию «Донецкая республика», 31,6 % склонялись к поддержке общественного движения «Свободный Донбасс», в состав которого вошла также и партия «Новороссия», а остальные не определились с ответом.

### Bыборы главы Донецкой Народной Республики
Все три официально зарегистрированных кандидата родились и выросли в пределах Донецкой области. Среди кандидатов на пост главы Донецкой республики среди избирателей за 5 дней до выборов с большим отрывом лидировал нынешний премьер-министр ДНР Александр Захарченко (38 лет). Ему готовы были отдать свои голоса 51,3 % жителей ДНР. За ним следовал депутат Народного Совета республики Юрий Сивоконенко с 5,1 % участников опроса и далее был заместитель председателя парламента ДНР Александр Кофман (37 лет) с уровнем поддержки в 0,8 %. Остальные 42,8 % респондентов на 28 октября 2014 года со своим мнением пока определиться не смогли. Опрос Донецкого университета управления дал похожие результаты: 53 %, 7 % и 6 % соответственно.

## Международная реакция
До выборов глава российского МИД Сергей Лавров заявлял, что Россия признает эти выборы и их результаты, ибо это «одно из важнейших направлений Минских договоренностей». Представитель Евросоюза в России Вигаудас Ушацкас предупредил, что если Москва признает результаты выборов в самопровозглашенных республиках Донбасса, то это может стать причиной для «новых негативных мер». Россия не признала выборы, отметив лишь, что уважает волеизъявление жителей Юго-Востока.
Украина считает выборы 2 ноября в самопровозглашенных республиках Донбасса незаконными, поскольку Верховная рада приняла закон, по которому выборы в местные органы власти отдельных районов Донецкой и Луганской областей должны состояться 7 декабря. Президент Украины Пётр Порошенко заявлял, что выборы в ДНР и ЛНР грубо нарушают минские договоренности и происходящее там является фарсом под дулами танков и автоматов. 3 ноября президент в своём обращении сообщил о том, что на следующий день СНБО рассмотрит вопрос отмены закона об особенностях местного самоуправления в Луганской и Донецкой областях, «торпедированного» прошедшим голосованием в ДНР и ЛНР. Служба безопасности Украины заявила, что иностранцы, прибывшие на подконтрольные вооружённым формированиям ДНР и ЛНР территории для наблюдения за их выборами будут объявлены персонами нон грата на Украине. Их деятельность ведомство трактует как преступную поддержку боевиков-террористов.
Президент Франции Франсуа Олланд и государственный секретарь США Джон Керри заявили, что рассматривают проведение выборов в самопровозглашённых Донецкой народной республике и Луганской народной республике как нарушение минских договоренностей. Канцлер Германии Ангела Меркель в разговоре с президентом России Владимиром Путиным заявила, что европейские лидеры сочтут незаконными результаты выборов, запланированных на 2 ноября на востоке Украины.
Действующий председатель ОБСЕ Дидье Буркхальтер заявил, что выборы в ДНР и ЛНР идут вразрез с содержанием Минских договоренностей по урегулированию ситуации на Украине.
Верховный представитель ЕС по внешней политике Федерика Могерини заявила, что «голосование стало новым препятствием на пути к миру». ЕС не будет признавать выборы лидеров самопровозглашенных Донецкой и Луганской народных республик, являющихся «незаконными и нелегитимными».
Официальный представитель Совета национальной безопасности (СНБ) при Белом доме Бернадетт Михан указала, что США сожалеют по поводу намерения властей ДНР и ЛНР провести «так называемые местные „выборы“» и не намерены признать их итоги. По её словам, единственные легитимные выборы в восточной Украине пройдут 7 декабря.
О своём осуждении запланированного голосования заявил также и Генсек ООН, так как эти выборы «серьезно нарушают Минский протокол и меморандум, которые срочно необходимо полностью выполнить».

## Экзит-поллы
По данным опросов избирателей, проведённых[кем?]на выходе из официальных участков голосования, Захарченко получил 81,37 % голосов, зампред парламента Новороссии Александр Кофман набирал 9,73 % голосов избирателей, а депутат Верховного совета Юрий Сивоконенко заручился поддержкой 9 % избирателей.
По данным тех же опросов, на выборах в парламент ДНР, лидером на выборах стала общественная организация «Донецкая республика», набирающая 65,11 %, за ней следует «Свободный Донбасс» с 34,89 %.

## Результаты
Основные результаты выборов в ДНР в сравнении с выборами Президента Украины 25 мая 2014.
| №  | Наименование                                                              | Результат по главе ДНР | %       | Результат по Народному Совету | %       | Результат по Президенту Украины | %       |
| -- | ------------------------------------------------------------------------- | ---------------------- | ------- | ----------------------------- | ------- | ------------------------------- | ------- |
| 1  | Все избиратели, внесённые в списки                                        | ?                      |         | ?                             |         | 34 214 652                      |         |
| 2  | Изготовлено бюллетеней                                                    | ?                      | ?       | ?                             | ?       | 34 692 976                      | 101,4 % |
| 3  | Все избиратели, внесённые в списки на участках, которые приняли участие   | 1 012 682              |         | 1 012 682                     |         | 30 095 028                      |         |
| 4  | Выдано всех бюллетеней на участки, которые приняли участие                | 1 379 677              | 136,2 % | 1 379 677                     | 136,2 % | 30 543 704                      | 101,5 % |
| 5  | Разрешено голосовать по почте и Интернету                                 | 104 540                | 10,3 %  | 104 540                       | 10,3 %  | 0                               | 0,0 %   |
| 6  | в том числе получено ответов по электронной почте                         | 98 477                 | 94,2 %  | 98 477                        | 94,2 %  | 0                               |         |
| 7  | в том числе получено ответов по почте                                     | 5063                   | 4,8 %   | 5063                          | 4,8 %   | 0                               |         |
| 8  | в том числе не получено ответов                                           | 1000                   | 1,0 %   | 1000                          | 1,0 %   | 0                               |         |
| 9  | Все избиратели, которые должны были голосовать бюллетенями                | 908 142                | 89,7 %  | 908 142                       | 89,7 %  | 30 095 028                      | 100,0 % |
| 10 | Нереализовано бюллетеней                                                  | 471 534                | 34,2 %  | 471 534                       | 34,2 %  | 12 521 805                      | 41,0 %  |
| 11 | Выдано бюллетеней избирателям                                             | 908 143                | 65,8 %  | 908 143                       | 65,8 %  | 18 021 899                      | 59,0 %  |
| 12 | в том числе в помещениях для тайного голосования                          | 761 075                | 83,8 %  | 761 075                       | 83,8 %  | 17 318 656                      | 96,1 %  |
| 13 | в том числе по месту пребывания (дома и т. д.)                            | 147 068                | 16,2 %  | 147 068                       | 16,2 %  | 703 243                         | 3,9 %   |
| 14 | Итого голосовавшие вне помещений для тайного голосования (с учётом почты) | 251 608                | 24,8 %  | 251 608                       | 24,8 %  | 703 243                         | 3,9 %   |
| 15 | Все принявшие участие (с учётом почты)                                    | 1 012 683              |         | 1 012 683                     |         | 18 019 504                      |         |
| 16 | Число недействительных бюллетеней                                         | 43 039                 | 4,25 %  | 43 039                        | 4,25 %  | 244 555                         | 1,36 %  |
| 17 | Число действительных бюллетеней (голосов)                                 | 969 644                | 95,75 % | 969 644                       | 95,75 % | 17 774 949                      | 98,64 % |
| 18 | Число голосов за победившего кандидата                                    | 765 340                | 78,93 % | 662 752                       | 68,35 % | 9 857 308                       | 55,46 % |

### Выборы главы
| Кандидат                 | Кандидат                 | Партия                   | Голосов   | %      |
| ------------------------ | ------------------------ | ------------------------ | --------- | ------ |
|                          | Александр Захарченко     | Донецкая республика      | 765 340   | 78,93  |
|                          | Александр Кофман         | Независимый кандидат     | 111 024   | 11,45  |
|                          | Юрий Сивоконенко         | Свободный Донбасс        | 93 280    | 9,62   |
| Действительных голосов   | Действительных голосов   | Действительных голосов   | 969 644   | 95,75  |
| Недействительных голосов | Недействительных голосов | Недействительных голосов | 43 038    | 4,25   |
| Всего                    | Всего                    | Всего                    | 1 012 682 | 100,00 |
| Источник:                |                          |                          |           |        |

### Выборы в Народный Совет
|                          |                          |           |        |               |  |  |  |
| Партия                   | Партия                   | Голосов   | %      | Мест получено |  |  |  |
|                          | Донецкая республика      | 662 752   | 68,35  | 68            |  |  |  |
|                          | Свободный Донбасс        | 306 892   | 31,65  | 32            |  |  |  |
| Всего                    | Всего                    | 969 644   | 100,00 | 100           |  |  |  |
|                          |                          |           |        |               |  |  |  |
| Действительных голосов   | Действительных голосов   | 969 644   | 95,75  |               |  |  |  |
| Недействительных голосов | Недействительных голосов | 43 038    | 4,25   |               |  |  |  |
| Всего голосов            | Всего голосов            | 1 012 682 | 100,00 |               |  |  |  |
| Источник:                |                          |           |        |               |  |  |  |

### Оценки результатов
Результаты вызвали сомнение у электорального географа Александра Киреева. Он указывает на то, что получившиеся проценты слишком круглые «с точностью до человека», и абсолютные цифры голосовавших получены из процентов.